# Конституция Эстонии (1920)

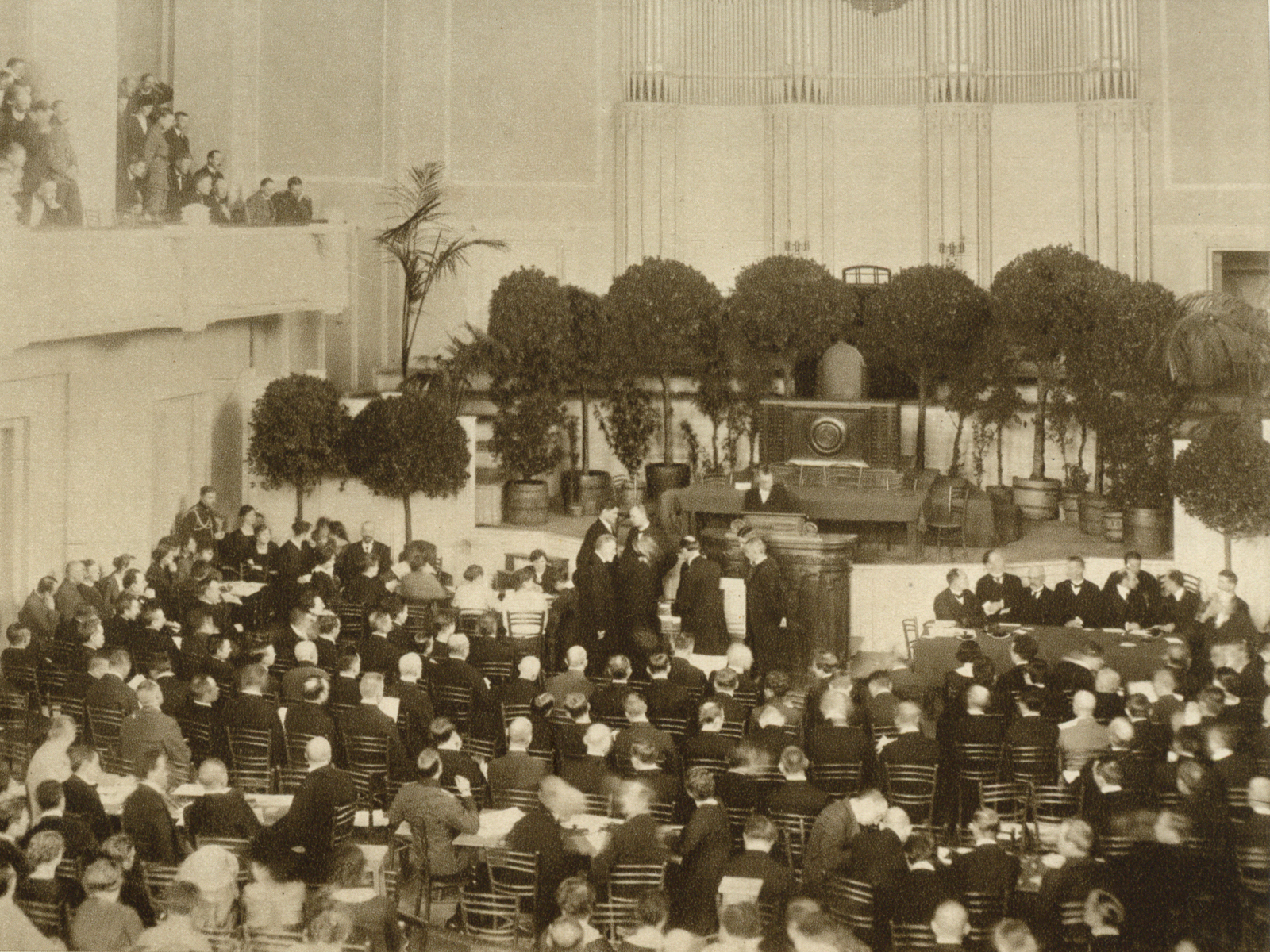
Церемония открытия Эстонской конституционной ассамблеи. 23 апреля 1919 года

Конституция Эстонской республики 1920 года (эст. Eesti Vabariigi 1920. aasta põhiseadus) — первая конституция Эстонской республики, принятая Эстонским учредительным собранием 15 июня 1920. Вступила в силу 21 декабря того же года.
Эта конституция — единственная, которая была принята не на референдуме, в отличие от более поздних конституций 1934 и 1938 годов.
Конституция воплотила идеи Руссо о национальном суверенитете. Одной из её существенных наклонении, было признание фундаментальных прав личности. Власть была разделена на судебную, исполнительную и законодательную в соответствии с принципами Монтескье. Конституция уделяла расширенные возможности гражданским инициативам и волеизъявлению. Главой государства являлся председатель правительства (государственный старейшина). Однако однопалатный парламент имел чрезвычайные полномочия над исполнительной и судебной ветвями, что привело нестабильности и частых отставок правительства.